# Grande sinagoga corale di Kiev

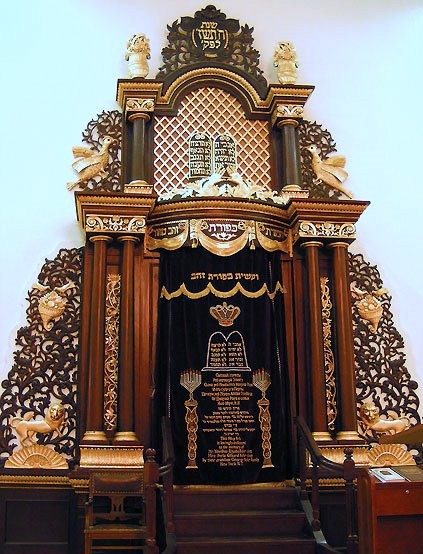
L'arca santa

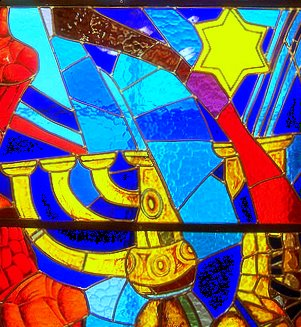
Le nuove vetrate (particolare)

La sinagoga grande corale di Kiev (in ucraino Київська велика хоральна синагога?, Kyyivsʹka velyka khoralʹna synahoha; in russo Синагога Киевской иудейской религиозной общины?, Sinagoga Kiyevskoy iudeyskoy religioznoy obshchiny; in ebraico בית הכנסת כורל הגדול‎?), conosciuta anche coi nomi di sinagoga di Podil o sinagoga di Rozenberg, costruita tra il 1894 e il 1895 e rinnovata nel 1915-1916, è la più antica tra le sinagoghe attive nella città di Kiev (Schekovytska 29) in Ucraina. Dismessa dal 1929 per ordine delle autorità sovietiche, fu riaperta al culto nel 1945 e quindi restituita alla proprietà della comunità ebraica nel 1992.

## Storia
La sinagoga fu costruita in stile neomoresco nel 1894-1895 su progetto dell'architetto Nikolay Gardenik. La costruzione fu finanziata dal commerciante Gabriel Jakob Rozenberg come cappella privata (le leggi del tempo impedivano ancora agli ebrei la costruzione di luoghi di culto pubblici). Nel 1915-1916 la sinagoga venne modificata ed ampliata, specie all'interno, su progetto dell'architetto Valerian Rykov, per iniziativa del nuovo proprietario, il commerciante Wladimir Gorazjewitsch Ginzburg.
Nel 1929 la sinagoga fu confiscata dalle autorità sovietiche. L'edificio fu destinato a circolo culturale. Nella seconda guerra mondiale durante l'occupazione nazista, fu utilizzata come stalla dalle truppe tedesche. Nel dopoguerra, la comunità ebraica ottenne il permesso di poter riusare l'edificio, ancora di proprietà statale. La sinagoga fu restaurata e da allora, per tutto il periodo sovietico, fu l'unica sinagoga attiva a Kiev.
Nel 1992, le autorità della nuova Repubblica ucraina restituirono la proprietà dell'edificio alla comunità ebraica di Kiev. Il rabbino della comunità Yaakov Bleich fu nominato rabbino capo dell'Ucraina e si poterono riattivare la scuola e molti dei servizi della comunità e compiere i primi lavori di restauro dell'edificio.
Nuovi importanti interventi di restauro furono effettuati nel 2001-2003, che hanno ridato piena funzionalità all'edificio, per il culto e le sue attività sociali ed educative. La facciata è stata riportata alla forma originaria di Gardenik del 1895 con la ricostruzione della cupoletta centrale, l'arca collocata nel 1945 è stata restaurata e nuove vetrate colorate (opera degli artisti Yevgeny Kotlyar e Elena Kotlyar) sono state aggiunte all'edificio. Alla solenne cerimonia di riapertura della sinagoga a conclusione dei restauri erano presenti autorità civili e religiose della città.